# Paliphora aurea
Paliphora aurea är en svampart som beskrevs av Sivan. & B. Sutton 1985. Paliphora aurea ingår i släktet Paliphora, divisionen sporsäcksvampar och riket svampar.   Inga underarter finns listade i Catalogue of Life.